# Quemper-Guézennec
Quemper-Guézennec (bret. Kemper-Gwezhenneg) – miejscowość i gmina we Francji, w regionie Bretania, w departamencie Côtes-d’Armor.
Według danych na rok 1990 gminę zamieszkiwało 1029 osób, a gęstość zaludnienia wynosiła 45 osób/km² (wśród 1269 gmin Bretanii Quemper-Guézennec plasuje się na 567. miejscu pod względem liczby ludności, natomiast pod względem powierzchni na miejscu 428.).